# Aproksymacja jednostajna
Aproksymacja jednostajna – aproksymacja, której celem jest minimalizacja największego błędu.
Jeśli funkcja {\displaystyle g(x)} ma przybliżać jednostajnie funkcję {\displaystyle f(x)} na przedziale {\displaystyle [a,b],} to należy starać się zminimalizować błąd:
{\displaystyle E=\max _{x\in [a,b]}|g(x)-f(x)|.}
W porównaniu do aproksymacji średniokwadratowej, aproksymacja jednostajna przykłada bardzo dużą wagę do dużych błędów i w ogóle nie zajmuje się jakością przybliżenia w innych punktach. Z tego powodu jest rzadziej używana w praktyce.
Istnieje sporo metod aproksymacji jednostajnej, są to między innymi: metoda aproksymacji Taylora, aproksymacja Padé oraz wielomiany Czebyszewa.